# (201) Пенелопа
(201) Пенелопа (др.-греч. Πηνελόπη) — довольно крупный астероид главного пояса, принадлежащий к металлическим астероидам спектрального класса M. Он был открыт 7 августа 1879 года австрийским астрономом Иоганном Пализой в обсерватории города Пула, Хорватия и назван в честь Пенелопы, героини поэмы Гомера «Одиссея». Это был семнадцатый открытый им астероид.

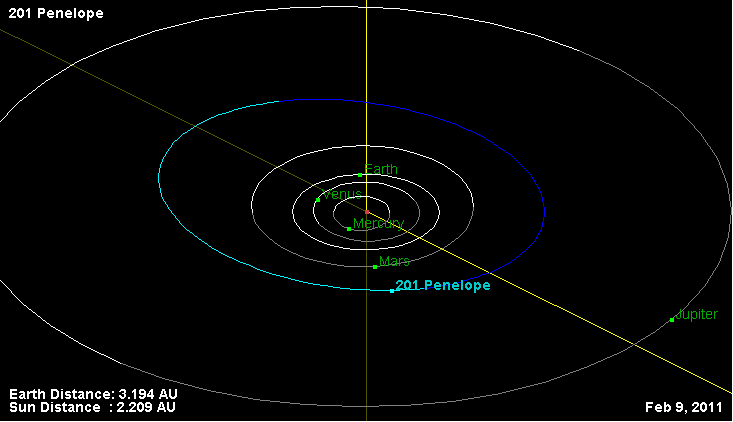
Орбита астероида Пенелопа и его положение в Солнечной системе

Проведённые в 1997 году спектральные исследования астероида Пенелопа показали, что её поверхность богата такими металлами, как железо и никель. Кроме того, несмотря на то, что астероид принадлежит к M классу, в нём обнаружено значительное количество силикатных компонентов.
22 мая 2018 года астероид Пенелопа покрыл похожую на солнцеподобную звезду TYC 278-748-1, которая находится на расстоянии 700 световых лет от Солнца. Анализ данных позволил подтвердить, что её диаметр составляет 0,084 миллисекунды и физически она в 2,17 раз больше Солнца по диаметру, что и предсказывалось теоретически.